# Karl Gundelach

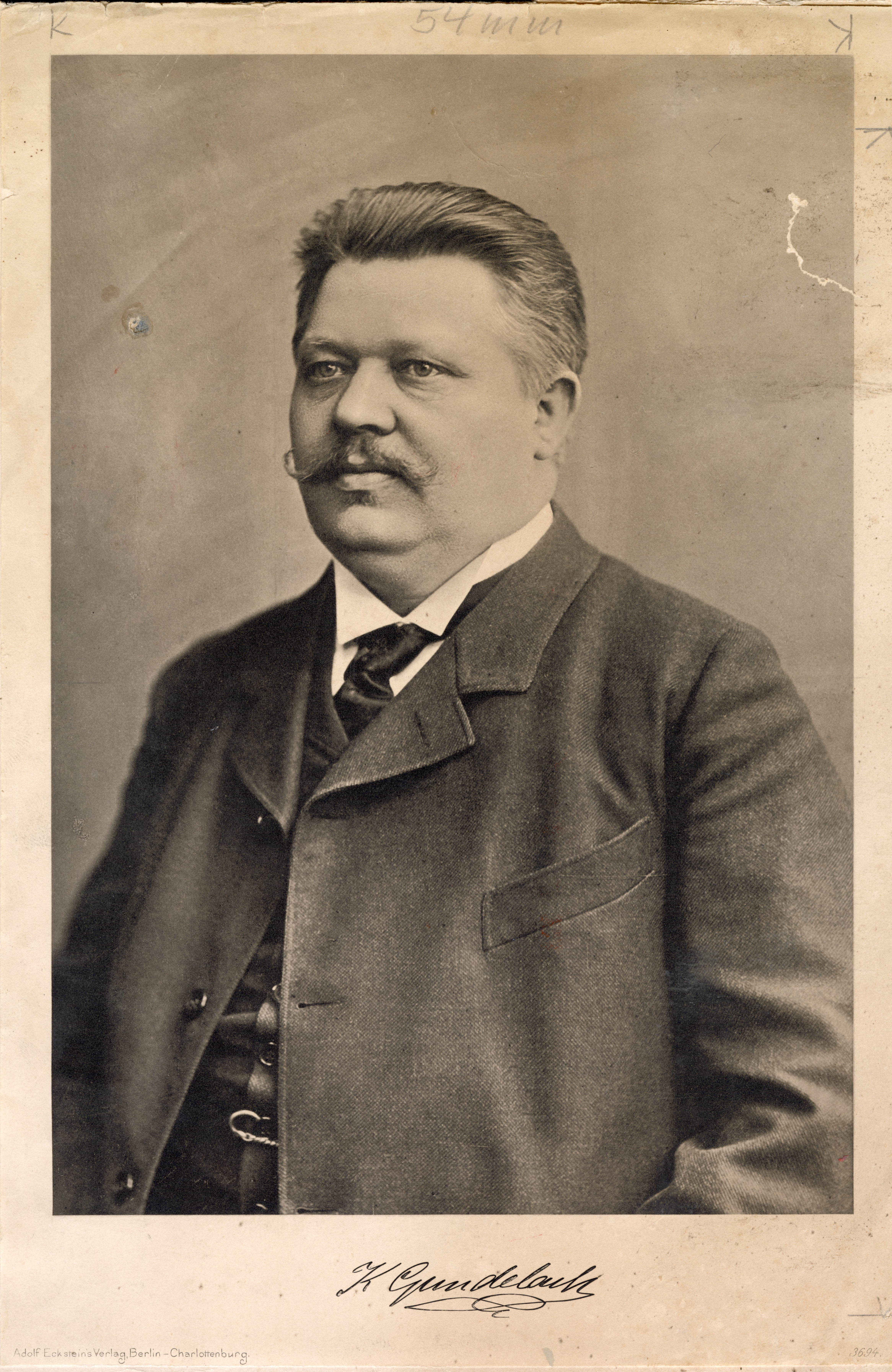
Brustbild Karl Gundelachs mit faksimilierter Unterschrift, um 1900;
Adolf Eckstein’s Verlag Berlin-Charlottenburg; Heliogravüre Nr. 3694

Karl Gundelach oder Carl Gundelach oder Heinrich Karl Christian Philipp Gundelach (* 16. Juni 1856 in Linden (Hannover); † 19. Januar 1920 Hannover) war ein deutscher Bildhauer.

## Leben
Carl Gundelach absolvierte sein Studium in den Jahren 1871 bis 1886 an der Polytechnischen Schule (Technischen Hochschule) Hannover. Er unterbrach es 1873 bis 1877 für eine Bildhauerlehre bei dem hannoverschen Bildhauer Wilhelm Engelhard und 1882 bis 1885 für ein Studium an der Berliner Akademie. Gundelach war seit 1884 Mitglied der hannoverschen Bauhütte, seit 1887 des Hannoverschen Künstlervereins und von 1900 bis 1920 Lehrer an der Kunstgewerbeschule Hannover. Ab 1903 war er Dozent und ab 1910 Professor an der Technischen Hochschule Hannover. Viele seiner Werke entstanden in Zusammenarbeit mit der „Hannoverschen Schule“, vor allem entstanden Denkmäler zusammen mit dem hannoverschen Architekten Otto Lüer. Noch heute zeugen Skulpturen, Bildwerke, Reliefs und Brunnen im Stadtbild Hannovers von Carl Gundelachs bildnerischem Schaffen.

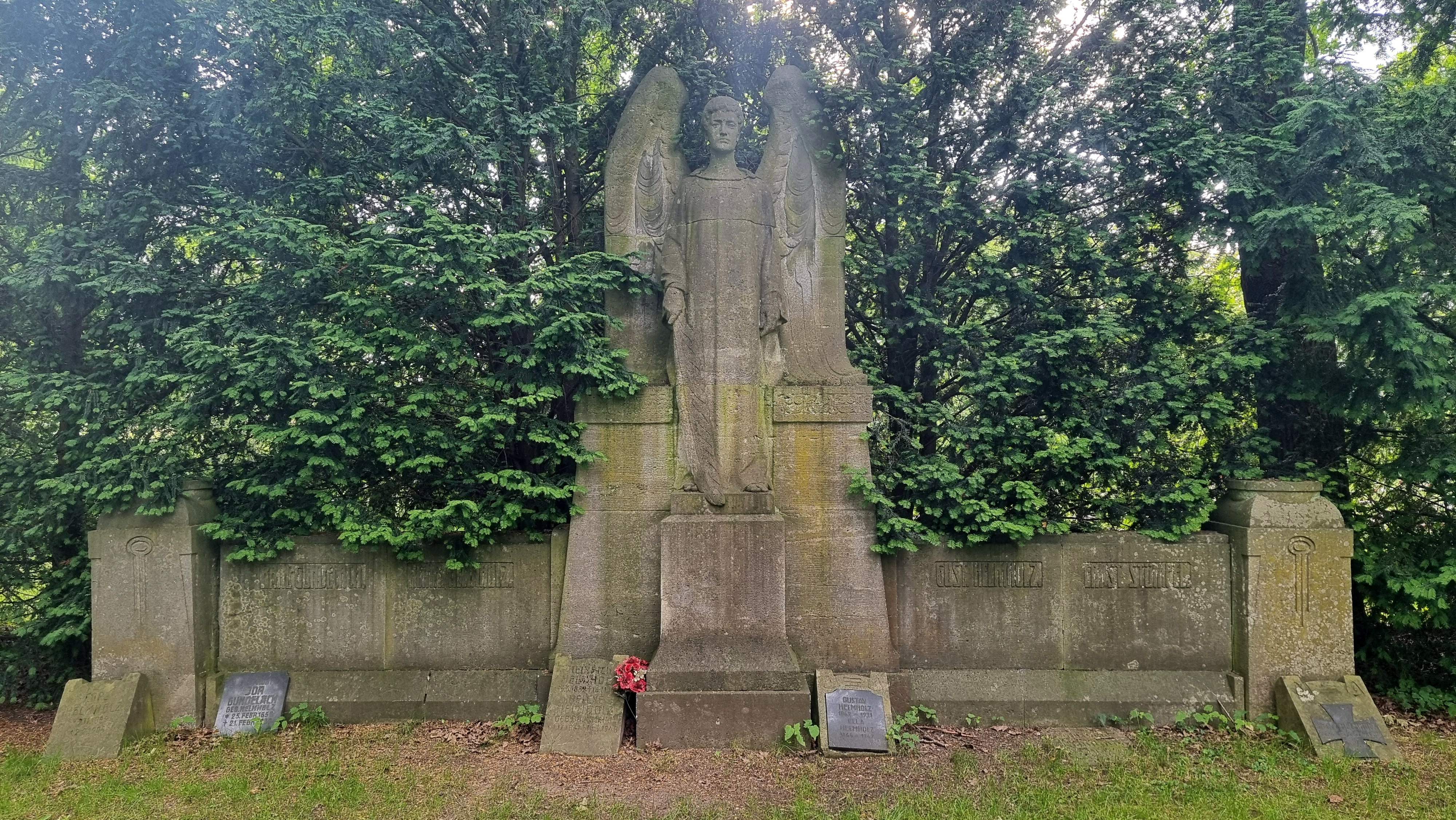
Familien-Erbbegräbnis mit Gundelachs Friedensengel; Stadtfriedhof Stöcken

Karl Gundelach wurde im Erbbegräbnis der Familie mit dem von ihm geschaffenen "Friedensengel" auf dem Stadtfriedhof Stöcken beigesetzt.

## Werke (Auswahl)
- nach 1884: Friedensengel, Brunnenfigur auf dem Lindener Bergfriedhof in Hannover
- 1890: Reliefs am Verwaltungsgebäude der Landschaftlichen Brandkasse in Hannover (nicht erhalten)
- 1893: Peter-Friedrich-Ludwig-Denkmal auf dem Schlossplatz in Oldenburg
- 1895: Kaiserstandbilder auf der Balkonbrüstung am Landgericht Bremen, Domsheide
- 1896: Holzmarkt-Brunnen in Hannover (mit Otto Lüer)
- 1897–1898: Figuren der Brunsviga und der Hannovera am Giebel der Braunschweig-Hannoverschen Hypothekenbank in Hannover, Landschaftstraße 8
- 1897–1901: Reliefs an der Hauptfassade des Niedersächsischen Landesmuseums in Hannover (mit Georg Herting und Georg Küsthardt)
- 1900: Figuren des Brunnens an der Flusswasserkunst in Hannover, Friederikenplatz (Figuren 1941 eingeschmolzen; Schale heute auf dem Klagesmarkt)
- nach 1900: Grabmal für Hermann Schlüter auf dem Stadtfriedhof Engesohde in Hannover
- 1900–1901: Figurengruppe (Stifter Karl Lange und zwei weitere Figuren) für die Langesche Stiftung in der Luisenpassage in Hannover, Theaterstraße 14 (unter Denkmalschutz)
- 1902: Grabdenkmal für Ludwig Hölty auf dem Alten St.-Nikolai-Friedhof in Hannover (mit Otto Lüer)
- 1908: Reichenbach-Denkmal (auch Sülfmeister-Brunnen) in Lüneburg (mit Otto Lüer; erst später an den heutigen Standort versetzt)
- um 1912: Reliefs am Neuen Rathaus in Hannover
- 1913: Johanna-Stegen-Denkmal in Lüneburg, Bastionstraße
- 1914: Hirtenbrunnen in Göttingen (Skulptur, Brunnen-Architektur: Wilhelm Rathkamp)[4][5][6]
- 1916: Denkmal für Conrad Wilhelm Hase am Künstlerhaus Hannover, Sophienstraße (mit Otto Lüer)

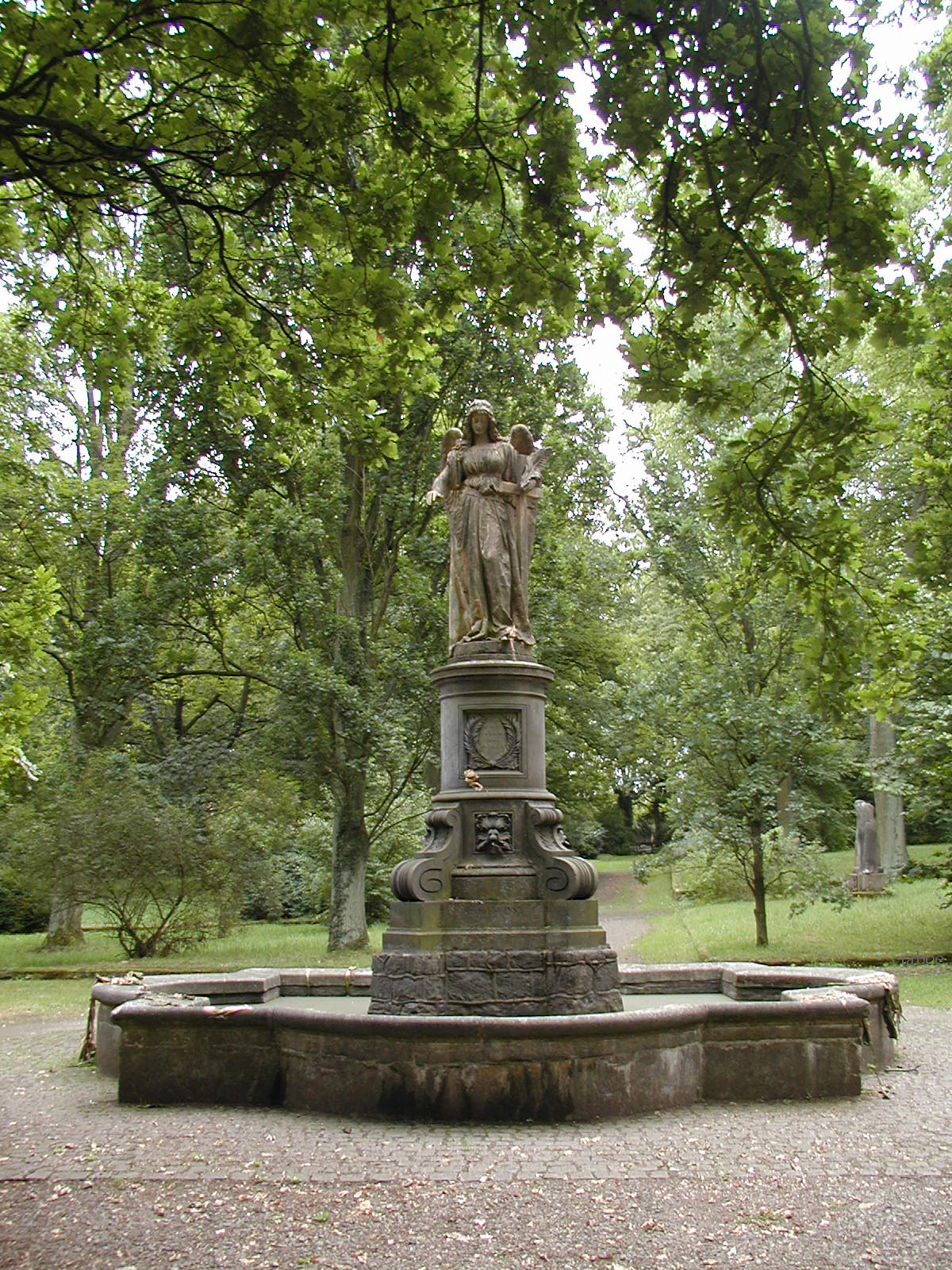
Friedensengel auf dem Lindener Bergfriedhof (nach 1884)
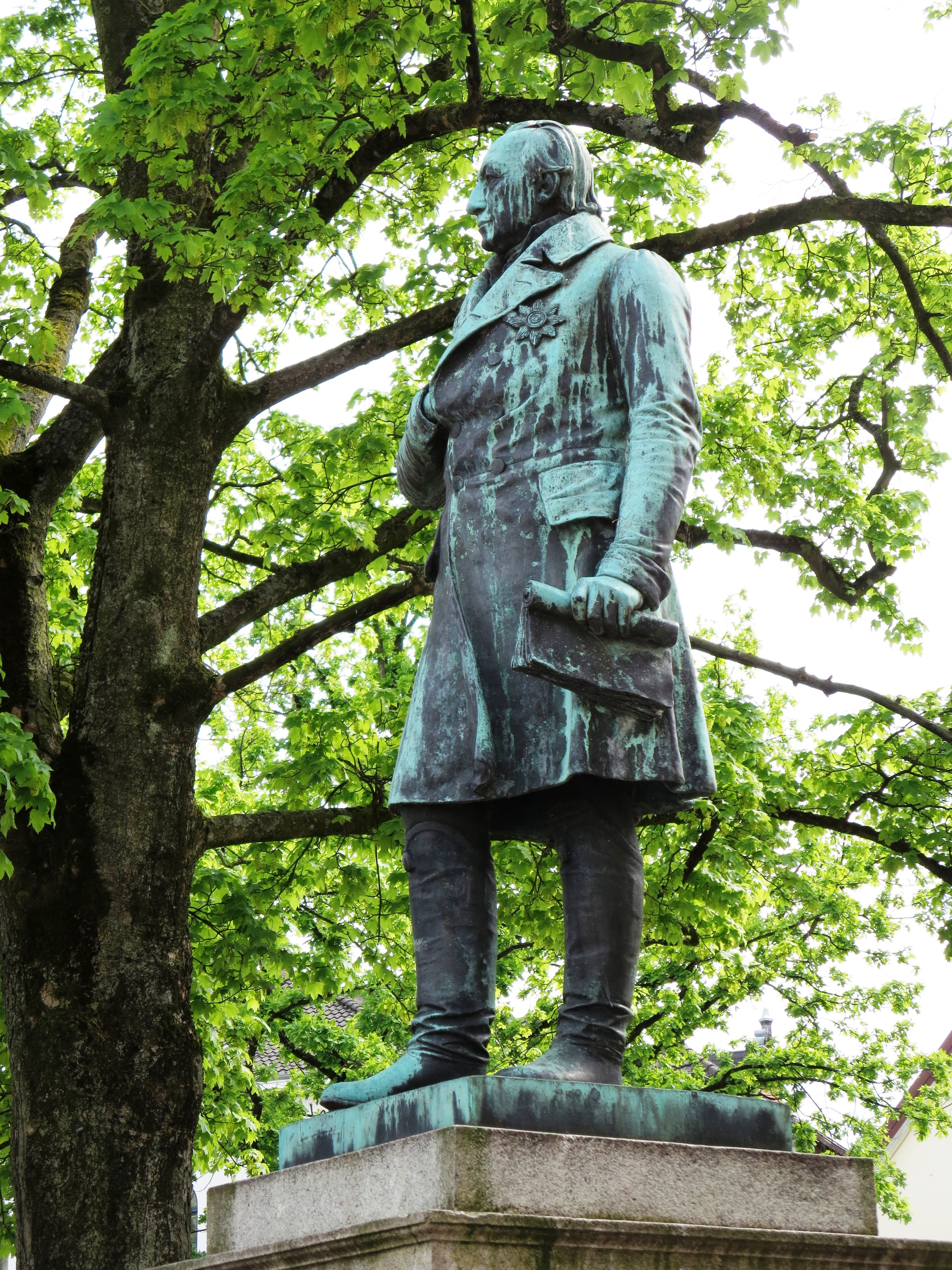
Peter-Friedrich-Ludwig-Denkmal in Oldenburg (1893)
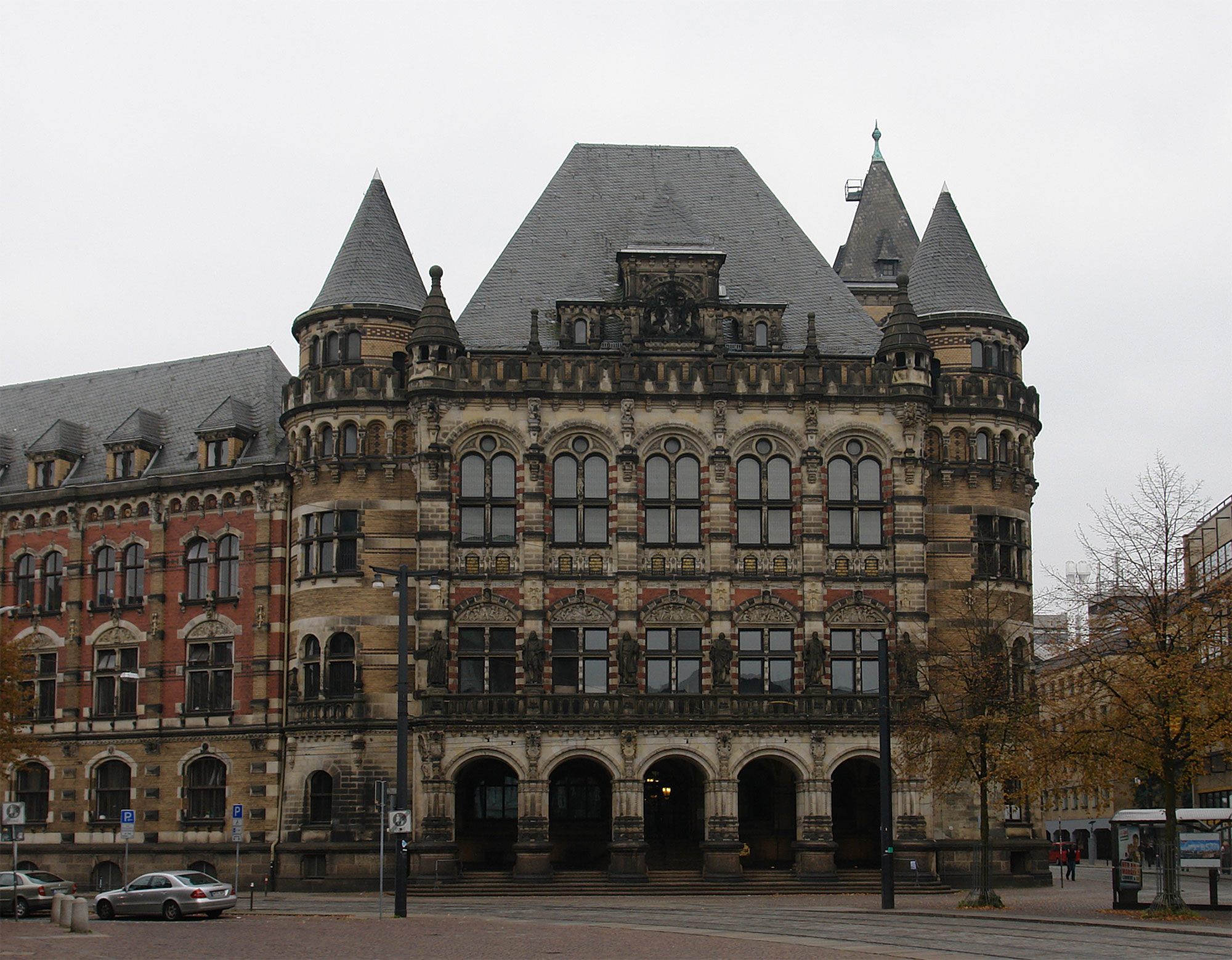
Landgericht Bremen (1895)
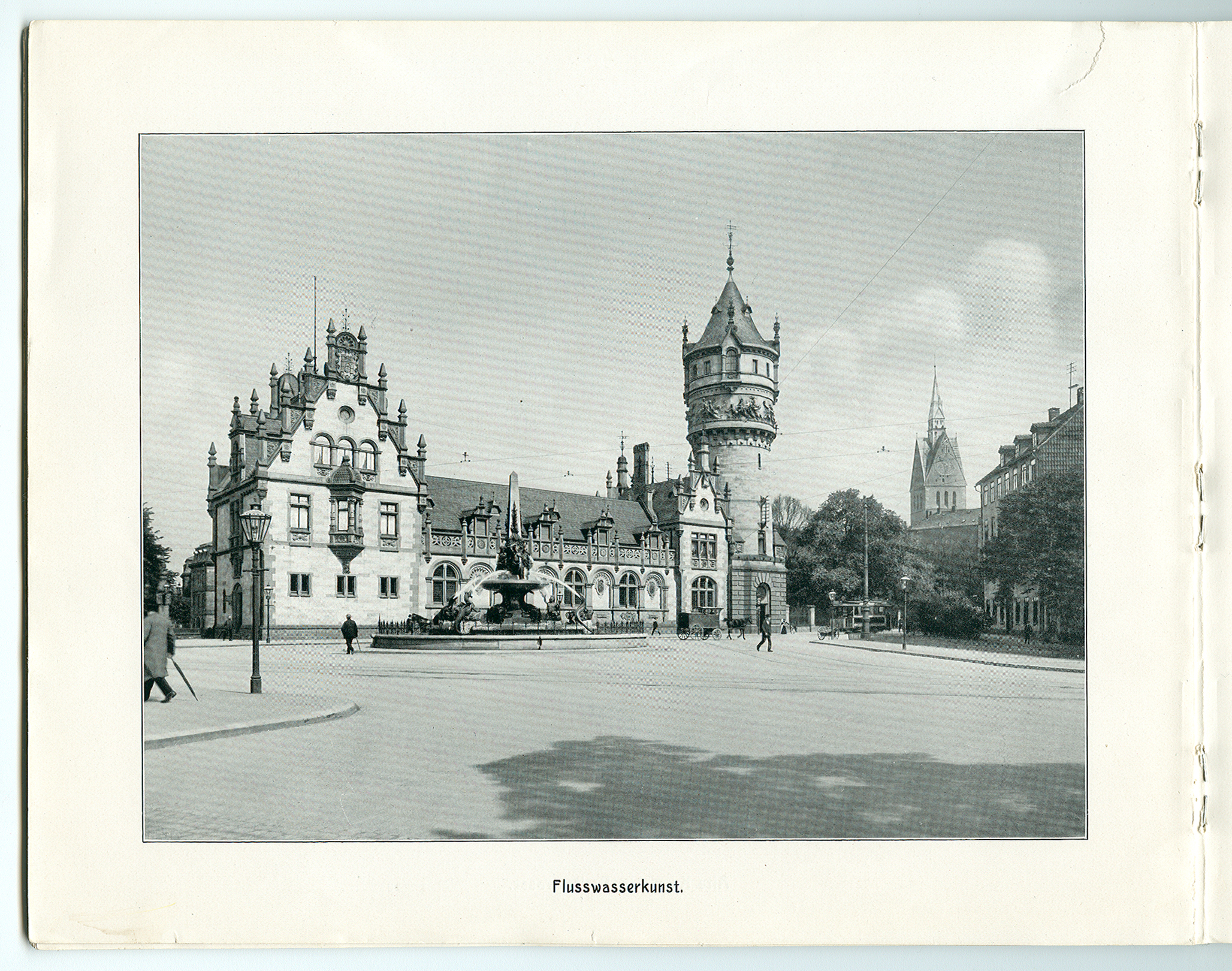
Brunnen an der Flusswasserkunst (1900)
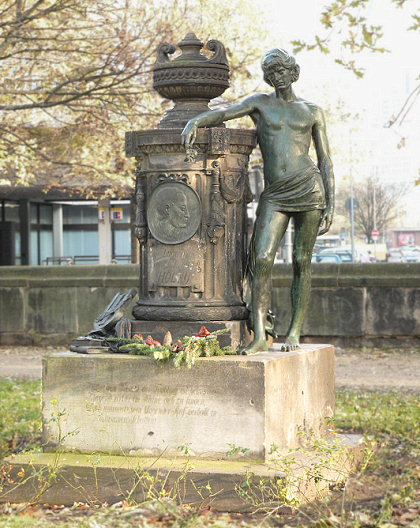
Grabdenkmal für Ludwig Hölty auf dem St.-Nikolai-Friedhof (1902)
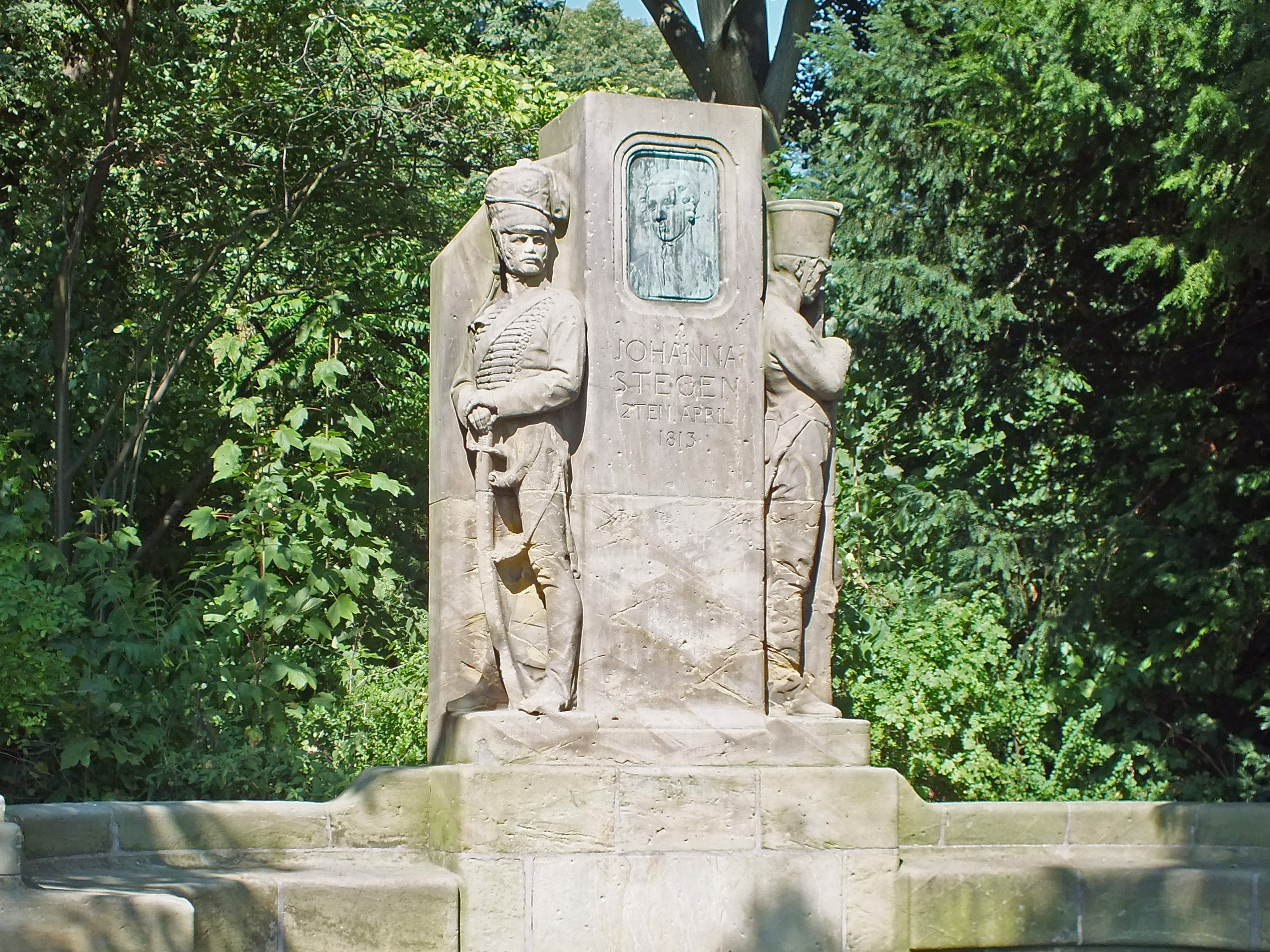
Johanna-Stegen-Denkmal in Lüneburg (1913)
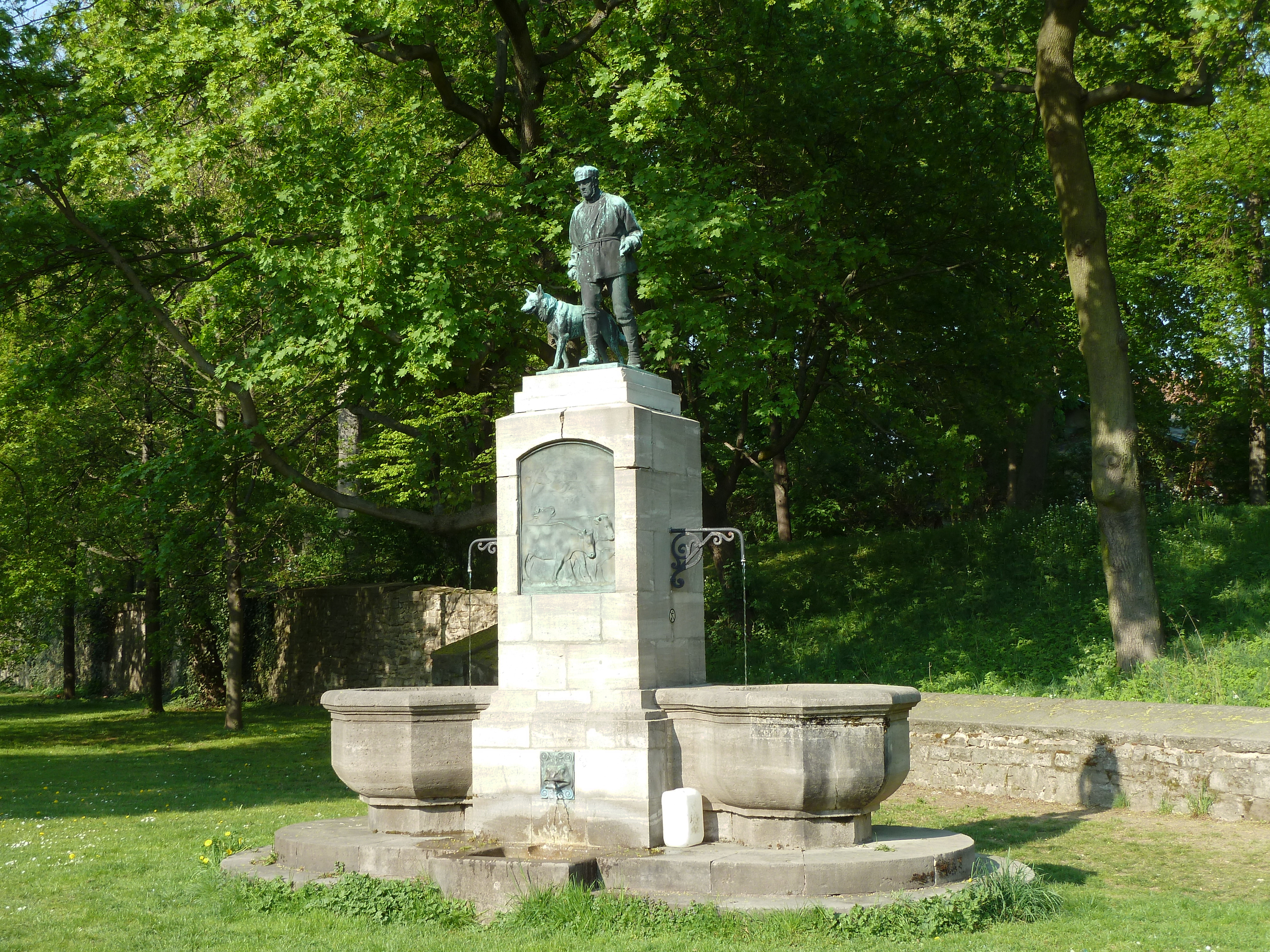
Hirtenbrunnen in Göttingen (1914)